# Holcosus quadrilineatus
Holcosus quadrilineatus là một loài thằn lằn trong họ Teiidae. Loài này được Hallowell mô tả khoa học đầu tiên năm 1861.